# Comitatul Quitman, Mississippi
- Pentru alte utilizări ale cuvântului, vedeți Quitman (dezambiguizare) and Comitatul Quitman (dezambiguizare).

Comitatul Quitman (în engleză Quitman County) este un comitat din cele 82 de comitate ale statului Mississippi, Statele Unite ale Americii.

## Istoric
Comitatul a fost fondat în 1877.

## Demografie
|  | Graficele sunt indisponibile din cauza unor probleme tehnice. Mai multe informații se găsesc la Phabricator și la wiki-ul MediaWiki. |

Date: Wikidata - grafică realizată de Wikipedia